# Acción del 3 de febrero de 1812
La Acción del 3 de febrero de 1812 fue un enfrentamiento naval menor inusual frente a la costa occidental de Haití entre una fragata británica y una fragata tripulada por una coalición informal de rebeldes haitianos. La batalla se libró en el contexto de las guerras napoleónicas y el colapso del gobierno en Haití a raíz de la revolución haitiana ocho años antes. Después de que los franceses fueran expulsados de Haití en 1804, la nueva nación independiente fue gobernada por primera vez por Jean-Jacques Dessalines, quien fue asesinado en 1806 y reemplazado por dos de sus asesores, Henri Christophe y Alexandre Pétion. Estos gobernantes se dividieron el país entre ellos y en la confusa situación política que siguió aparecieron varios feudos menores, incluido uno dirigido por Jérôme Maximilien Borgella en el suroeste de la isla llamada Sud. La pequeña armada haitiana se pasó a Borgella, quien tripuló los barcos con una colección de marineros de varios países, dirigidos por un notorio corsario llamado Gaspard.
Estacionado frente a Haití estaba la fragata británica HMS Southampton al mando del capitán Sir James Lucas Yeo, encargada de observar la situación política pero con órdenes de no interferir en el conflicto intermitente entre Christophe y Pétion. Las órdenes de Yeo no incluían los barcos de Borgella y Yeo razonó que el buque insignia haitiano, la gran fragata Heureuse Réunion (recientemente renombrada de Améthyste y a menudo reportada con su nombre anterior), presentaba una seria amenaza para el comercio internacional en la región.
Navegando para interceptar el barco haitiano, Yeo lo descubrió en el Golfo de Léogane y ordenó a Gaspard que se rindiera. El haitiano se negó y las fragatas intercambiaron disparos a las 06:30. La superioridad marinera y la disciplina en Southampton impidieron que Gaspard abordara el barco británico con su mayor número y en media hora el Heureuse Réunion fue desarbolado y maltratado. A las 07:45 el barco haitiano se rindió, Yeo depositó a la tripulación en tierra y llevó al Heureuse Réunion a Port Royal, Jamaica. En Jamaica, sus acciones fueron aprobadas por sus superiores y Heureuse Réunion, rebautizada como Améthyste, fue devuelta a Henri Christophe.

## Contexto
Durante las Guerras Napoleónicas, el Mar Caribe fue inicialmente un importante escenario de conflicto naval, ya que los barcos que operaban desde varias colonias francesas, británicas, españolas y holandesas se aprovechaban del comercio enemigo. Sin embargo, durante 1809 y 1810, la Royal Navy lanzó una serie de operaciones anfibias coordinadas que eliminaron las colonias francesa y holandesa y pusieron fin al conflicto en el Caribe. Con la amenaza de ataques al comercio británico en la región significativamente reducida, la Royal Navy redujo correspondientemente su presencia en el Caribe y los barcos británicos restantes se distribuyeron para observar los puntos conflictivos de la región, que en 1812 incluía la nación independiente de Haití.
Haití había ganado su independencia de Francia en 1804, la primera nación caribeña en hacerlo. Los haitianos habían librado una larga y sangrienta guerra contra los franceses conocida como la Revolución Haitiana, en la que ejércitos de antiguos esclavos dirigidos por Toussaint Louverture y luego por Jean-Jacques Dessalines lograron empujar a los franceses a sus puertos fortificados y luego eliminar sistemáticamente sus enclaves. Con el inicio de las Guerras Napoleónicas en 1803, los refuerzos franceses para la guarnición en Haití fueron retrasados e interceptados por la Royal Navy británica, que bloqueó la isla y se rindió a las últimas guarniciones en 1804, sacándolas a ellas y a sus dependientes. para evitar una masacre. Dessalines se estableció rápidamente como monarca de Haití, pero su reinado se vio interrumpido en 1806 cuando sus asesores más cercanos, Henri Christophe y Alexandre Pétion, organizaron su asesinato. Asumiendo el control de Haití, Christophe reclamó la parte norte del país y Pétion el sur, los dos lados librando una guerra civil constante de bajo nivel durante la próxima década. Muchos gobernantes menores surgieron durante este período, especialmente en el sur, donde Pétion dio parcelas de tierra para que sus seguidores establecieran sus propios feudos privados. Uno de esos señores de la guerra fue Jérôme Maximilien Borgella, quien asumió el mando de un pequeño estado en la región de Léogane tras la muerte de su gobernante, André Rigaud.
A principios de 1809, los franceses enviaron varios convoyes de refuerzo a sus colonias bloqueadas con la esperanza de fortalecer las guarniciones antes de que comenzaran las invasiones británicas. Muchos barcos, incluidas cuatro fragatas, se perdieron en estas misiones y pocos llegaron a sus destinos con éxito. Entre estos intentos fallidos estuvo la expedición de Troude al Caribe, que llegó en abril de 1809 a las Îles des Saintes. Al descubrir que Guadalupe era la única colonia sobreviviente, Amable Troude tenía la intención de anclar en Basse-Terre y descargar sus suministros, pero fue bloqueado en Îles des Saintes por un escuadrón británico al mando del vicealmirante Sir Alexander Cochrane. Intentando escapar el 14 de abril, Troude dirigió su escuadrón principal al noroeste hacia Puerto Rico, mientras que dos fragatas en flûte se deslizaron hacia el noreste hasta Basse-Terre y llegaron a salvo. El escuadrón de Troude fue derrotado el 17 de abril, pero las fragatas Félicité y Furieuse permanecieron en Basse-Terre hasta el 14 de junio, cuando intentaron escapar y regresar a Francia, cargados de mercancías comerciales. El escuadrón de bloqueo británico pronto lo persiguió y el 18 de junio la fragata HMS Latona capturó a Félicité sin luchar. Furieuse fue capturado un mes después en el Atlántico Norte. Felicidad tenía 24 años y, por lo tanto, se consideraba demasiado anticuado para su puesta en servicio en la Royal Navy; en cambio, fue vendida a Henri Christophe para formar el núcleo de la nueva Armada de Haití bajo el nombre de Améthyste.

## Batalla
En algún momento de enero de 1812, la Armada de Haití desertó, por razones desconocidas, de Christophe a Borgella. Borgella colocó a un destacado corsario francés llamado Gaspard al mando del escuadrón, que incluía la fragata Améthyste (rebautizada como Heureuse Réunion), una corbeta y un bergantín. Gaspard luego armó a Heureuse Réunion con 44 cañones, tomó a bordo una tripulación heterogénea de más de 600 hombres, una mezcla de haitianos, franceses, estadounidenses y otras nacionalidades, y comenzó a navegar en el Golfo de Gonâve. El observador británico frente a Haití en ese momento era el capitán Sir James Lucas Yeo.en la fragata HMS Southampton, bajo estrictas órdenes de respetar las banderas de Christophe y Pétion, pero no las de los caudillos menores que habían surgido a lo largo de la costa. El 2 de enero le llegó la noticia en Puerto Príncipe de los movimientos de Gaspard e inmediatamente navegó para interceptarlo, preocupado de que si se le permitía a Gaspard sacar a su poderoso escuadrón de las aguas haitianas, podría comenzar ataques contra barcos mercantes independientemente de su nacionalidad.
A las 06:00 del 3 de febrero, Yeo descubrió los barcos de Gaspard anclados al sur de la isla de Guanaboa y exigió que Gaspard subiera a bordo de Southampton con sus documentos de puesta en servicio, para establecer bajo cuya autoridad Gaspard comandaba el buque de guerra. El capitán haitiano se negó, pero envió a bordo a su primer teniente con una nota supuestamente de Borgella, firmada "Borgellat, general en jefe del sur de Haití". Como Borgella no tenía autoridad para encargar buques de guerra, Yeo ordenó al teniente que le dijera a Gaspard que sus barcos debían someterse a Southampton y ser llevados a Port Royal, Jamaica ., donde su propiedad podría ser establecida por las autoridades navales. Tendría cinco minutos para considerar la propuesta. Un oficial británico acompañó al teniente haitiano de regreso a Heureuse Réunion para recibir la respuesta de Gaspard, y se le informó en tres minutos que Gaspard no tenía intención de someterse al barco británico. También se le dijo que si Yeo tenía la intención de luchar contra el barco haitiano, debería indicarlo con un arma de proa disparada frente a Heureuse Réunion . Al regresar a Southampton a las 06:30, el teniente transmitió el mensaje y se disparó el arma de proa, seguido unos segundos más tarde por una andanada completa desde Southampton.
Heureuse Réunion respondió al cañoneo de la misma manera. Durante el compromiso, Gaspard intentó repetidamente abordar Southampton, donde su número muy superior podría abrumar a la tripulación británica. Yeo era consciente de las intenciones de su enemigo y maniobró repetidamente fuera del camino, su embarcación más disciplinada y ágil pudo fácilmente permanecer fuera de contacto con la sobrecargada nave haitiana. En media hora, los artilleros altamente eficientes en Southampton habían derribado los mástiles principal y mesana en Heureuse Réunion., dejándola incapaz de maniobrar y vulnerable a repetidos golpes a quemarropa. A pesar de los graves daños que sufrió el barco haitiano, su tripulación continuó disparando cañones a intervalos irregulares durante 45 minutos, y cada disparo provocaba una andanada del barco británico. Los dos barcos haitianos más pequeños no apoyaron a la fragata, huyendo hacia Maraguana cerca de Petit Goâve para refugiarse bajo las baterías allí. A las 07:45, después de más de una hora de fuego intenso, Yeo llamó a Heureuse Réunion para descubrir si se había rendido o no. Alguien a bordo respondió que sí, aunque Gaspard había resultado gravemente herido y ya no estaba al mando, por lo que se desconoce la identidad de la persona que dio la rendición.

## Consecuencias
Cuando Southampton dejó de disparar, los mástiles restantes del barco haitiano cayeron por la borda. Las bajas en Heureuse Réunion fueron inmensas: de los 600 a 700 tripulantes, 105 murieron y 120 resultaron heridos, este último incluido Gaspard, quien posteriormente murió a causa de sus heridas. La pérdida de Yeo fue un hombre muerto y diez heridos, de una tripulación de 212. Buscando deshacerse de tantos prisioneros, Yeo desembarcó la mayoría de ellos en Maraguana antes de navegar a Puerto Príncipe, donde el resto fue desembarcado y jurado temporal. se instalaron mástiles en Heureuse Réunion para el viaje a Jamaica. Los británicos retuvieron a 20 prisioneros para ser juzgados en Port Royal. Heureuse Reuniónfue reparado en Jamaica y posteriormente restaurado a Christophe bajo el nombre de Améthyste, volviendo al servicio haitiano. Se elogió la acción de Yeo al atacar el barco haitiano, aunque no fue sancionada oficialmente de antemano por su oficial al mando.
El Caribe volvió a cobrar importancia más tarde en 1812, con el estallido de la Guerra de 1812 entre Gran Bretaña y los Estados Unidos . Los corsarios estadounidenses amenazaron las rutas comerciales británicas y se enviaron barcos de la Royal Navy para derrotarlos, incluido el Southampton, que naufragó en las Bahamas durante una patrulla anticorsario en noviembre de 1812. No hubo más acciones significativas en la región durante las Guerras Napoleónicas, la presencia de patrullas de la Royal Navy disuadió cualquier operación francesa o estadounidense a gran escala en el Caribe.